# معاينة
يميل التفتيش المفاجئ إلى تحقيق نتائج مختلفة عن تلك التي يحققها التفتيش المُعلن عنه. ويمكن للقادة الراغبين في معرفة طريقة أداء طاقم الموظفين في منظماتهم أن يقوموا بعمل تفتيش مفاجئ دون سابق إنذار، لمعرفة ما يدور داخل المنظمات. إن إجراء تفتيش معروف مسبقًا من الممكن أن يعطي العاملين فرصة لإخفاء المشكلات أو حتى حلها. إلا أن هذا من الممكن أن يؤدي إلى تحقيق نتائج مشوهة وغير دقيقة. وبالتالي، فإن إجراء تفتيش مفاجئ يمنح المفتشين صورة أفضل عن الحالة العادية للشيء أو العملية محل التفتيش مقارنة بالتفتيش المعلن عنه. كما أنه يعزز الثقة الخارجية في عملية التفتيش. انظر القسم 4.12 من تقرير كرير.

## أمثلة معينة

### النشاط التجاري
تعد المعاينة ومراقبة الجودة هما من أكثر الأدوات أهمية في عالم الشركات اليوم.والمعاينة في التجارة الدولية تتطلب العديد من بلدان المقصد إجراء معاينة قبل الشحن. وترشد الجهة المستوردة جهة الشحن بشأن شركة المعاينة التي ينبغي التعامل معها. ويأخذ المفتش صورة ويرفع تقريرًا من أجل التصديق على السلع التي يتم شحنها وإنتاجها وفقاً للمستندات المصاحبة.
إن معاينة السلع هو مصطلح آخر يستخدم بين المشترين والبائعين. ويتوقف نطاق العمل لمعاينة السلع على المشتري. ويقوم بعض المشترين بتعيين وكالات تفتيش معنية بعمليات المعاينة قبل الشحن أي التفتيش على الجودة المرئية والكمية والتعبئة والتغليف والتأشير والتحميل، والبعض الآخر يطالب بإجراء عمليات معاينة عالية المستوى، ويطلبون من وكالات التفتيش الحضور إلى ورش التجار ومعاينة السلع أثناء عملية التصنيع. وعادةً، تتم المعاينة استنادًا إلى خطة المعاينة والاختبار المتفق عليها (ITP).

### الأعمال الحكومية
في الحكومة والسياسات، يتم تعريف المعاينة على أنها عمل هيئة المراقبة التي تدير إجراء استعراض رسمي لمعايير متعددة (على سبيل المثال؛ المستندات والمرافق والسجلات وغيرها من الأصول) التي تفترض الهيئة أنها متعلقة بالمعاينة. وتستخدم عمليات المعاينة بغرض تحديد ما إذا كانت الهيئة تمتثل للوائح تنظيمية أم لا. ويقوم المفتش بفحص المعايير ومن ثم التحدث مع الأفراد المعنيين. وتتبع هذه الزيارات إجراء تقرير وتقييم.
تكون خدمة التفتيش على سلامة الأغذية منوطة بضمان أن تكون جميع منتجات اللحوم والبيض في الولايات المتحدة آمنة للاستهلاك، وتم وضع ملصقات تعريفية عليها بدقة متناهية. ويسمح قانون فحص اللحوم لعام 1906 لوزير الزراعة أن يطلب إجراء عمليات فحص للحوم، ومن ثم إعلان غير الملائم منها للاستهلاك البشري. وتعتبر لجنة الأمم المتحدة للرصد والتحقق والتفتيش هيئة تنظيمية معنية بمعاينة أسلحة الدمار الشامل. وتنظم اللجنة الأسكتلندية لتنظيم الرعاية خدمات الرعاية في أسكتلندا وتعاينها.

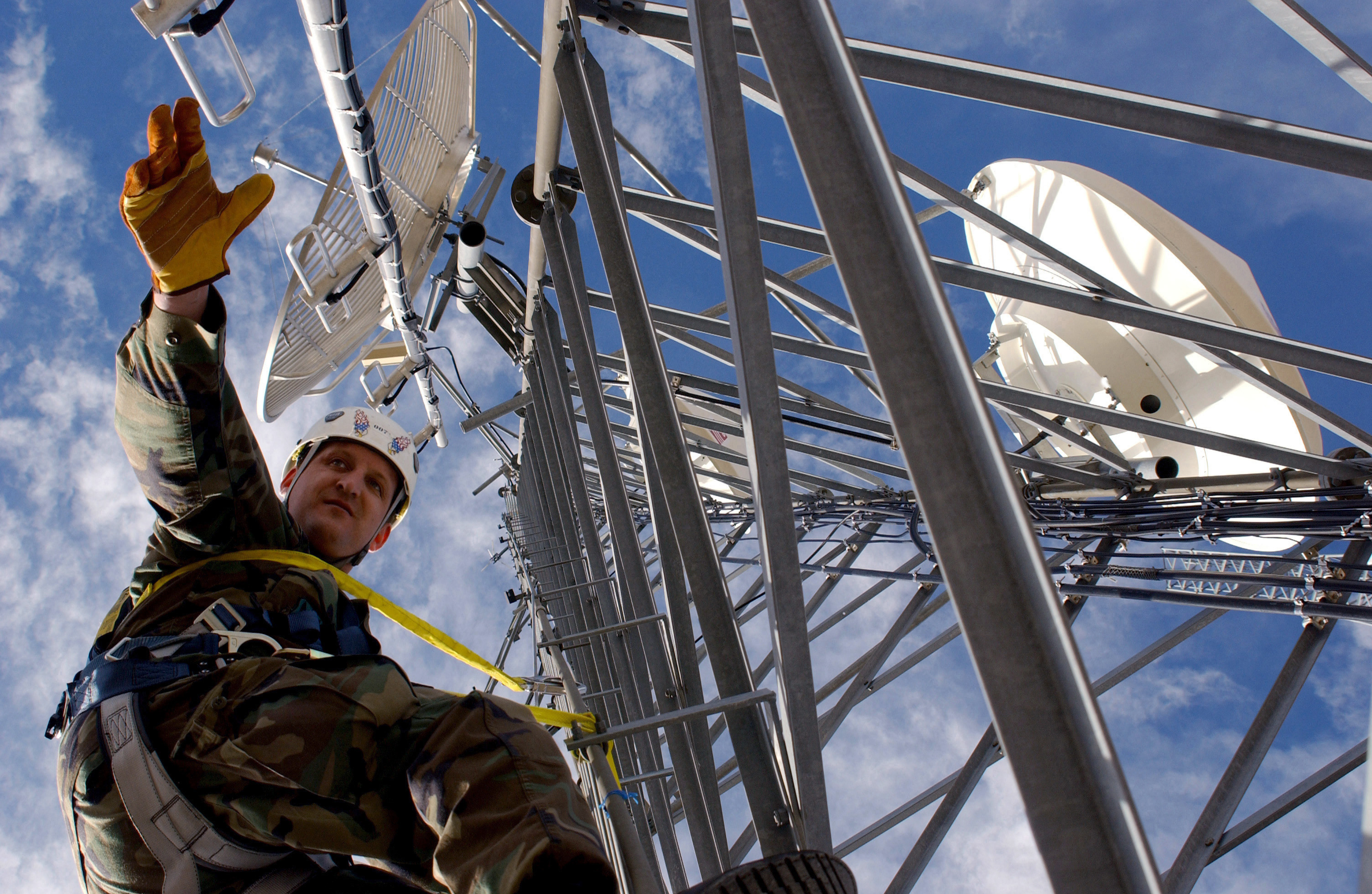
أحد رجال حرس أوريغون الجوي الوطني يجري معاينة لبرج لاسلكي

.

### مركبات الطرق
معاينة المركبات، على سبيل المثال معاينة سنوية، هي معاينة ضرورية مطلوبة في المركبات لتتوافق مع القوانين فيما يتعلق بالسلامة والانبعاثات أو كليهما. وتتألف من فحص مكونات المركبة، والذي عادةً ما يجريه ميكانيكي معتمد. وتمر المركبات بمعاينة قبل الضمان، إذا قام الميكانيكي فقط بتقديم دليل لحالة العمل المناسبة لأنظمة المركبة المحددة في نوع المعاينة.

### هندسة، ميكانيكا
تعد المعاينة المتعلقة بالجودة جزءًا أساسيًا في مراقبة الجودة.
وعادةً ما يتم إجراء معاينة ميكانيكية لضمان سلامة أو موثوقية الهياكل أو الآلية.
ربما تجري هيئات الاعتماد تقييمًا للهيئات الأوروبية المشاركة في المعاينة الهندسية وفقًا للأيزو 17020 «المعايير العامة لعمل الأنواع المختلفة للهيئات التي تقوم بتنفيذ المعاينة». ويعرِّف هذا المعيار المعاينة باعتبارها فحص منتج أو عملية أو خدمة أو تركيب أو تصميم كل هذا، وتحديد درجة التوافق مع المتطلبات المحددة أو على أساس الحكم المهني، مع الأخذ بعين الاعتبار المتطلبات العامة.
الفحص غير الإتلافي أو الاختبار غير الاتلافي (NDT) (هو عبارة عن مجموعة من التقنيات المستخدمة أثناء المعاينة من أجل تحليل المواد والمكونات والمنتجات لاكتشاف عيوب داخلية (على سبيل المثال؛ كسور أو خدوش) أو عيوب خدمة مستحثة (تلف ناتج عن الاستخدام). وتوجد بعض الطرق الشائعة للمعاينة، والتي من بينها المعاينة بصرية أو المجهرية أو اختبار اختراق السائل أو اختبار الجزيئات الممغنطة أو الأشعة السينية أو الاختبار الإشعاعي أو الاختبار فوق الصوتي أو اختبار التيارات الدوامية أو اختبار الانبعاثات السمعية أو المعاينة الحرارية. وبالإضافة إلى ذلك، من الممكن إجراء العديد من المعاينات غير الإتلافية بواسطة مقياس دقيق، أو أثناء الحركة بواسطة فاحص الأوزان. وغالبًا ما تستخدم المجاهر التشريحية لفحص المنتجات الصغيرة مثل ألواح الدوائر للتعرف على عيوب المنتج.

### طبي
إن الفحص الطبي هو الرؤية الكاملة والمتأنية للمريض، والتي تتطلب استخدام العين المجردة.

### عسكري
سفينة الاختبار هي عبارة عن مركبة تستخدم لمعاينة السفن التي تدخل الميناء أو تغادره.

### عقارات
معاينة العقار هي عملية اختبار لأغراض تقييم حالة العقار. عند شراء عقار، «تحاول معاينة المنزل بالكامل» اكتشاف العيوب الكائنة بالعقار. إن قاطرة معاينة السكك الحديدية كانت عبارة عن أنواع محددة من القاطرات البخارية التي تم تصميمها لحمل مسؤولي السكة الحديدية، في جولات لمعاينة ممتلكات السكة الحديد.

### هندسة البرمجيات
يشير الفحص البرمجي، في هندسة البرمجيات، إلى استعراض النظراء لأي منتج عمل بواسطة أفراد مدربين يبحثون عن العيوب، باستخدام عملية محكمة التحديد.

### شركات التفتيش في شتى أرجاء العالم
SGS SGS_S.A. www.sgs.com/
مكتب فيريتاس BV www.bureauveritas.com
أبلوس فيلوسي www.velosi.com/
خدمات المعاينة المثلى www.inspection.com.tr
خدمة التقنية المساعدة www.atsfrance.fr/
مودي إنترناشونال www.moodyint.com/